# البرتو هيبر حاجب
البرتو هيبر حاجب (بالإسبانية: Alberto Héber Usher) (و. 1918 – 1981 م) هو سياسي من الأوروغواي ولد في مونتيفيديو.